# Megophrys nasuta
Pour les articles homonymes, voir Grenouille cornue et Crapaud cornu.
Espèce
Synonymes
- Ceratophryne nasuta Schlegel, 1858
- Megalophrys chysii Edeling, 1864

Statut de conservation UICN

 LC  : Préoccupation mineure
La Grenouille cornue asiatique (Megophrys nasuta) ou grenouille feuille, aussi appelée à tort Crapaud cornu d'Asie est une espèce d'amphibiens de la famille des Megophryidae.
C'est une espèce protégée.   

## Description
La grenouille cornue d'Asie mesure de 7 à 14 cm. Elle est de couleur "camouflage dans les feuilles mortes" avec des taches noires et a des "cornes" au-dessus des yeux.
Cette grenouille marche plus qu'elle ne saute.

## Répartition
Cette espèce est endémique de l'Asie du Sud-Est. Elle se rencontre :
- en Malaisie péninsulaire ;
- à Bornéo, en Malaisie orientale, en Indonésie et au Brunei ;
- en Indonésie sur l'île de Sumatra.

## Publication originale
- Schlegel, 1858 : Handleiding tot de Beoefening der Dierkunde, Breda, Koninklijke Militaire Akademie, vol. 2 (texte intégral).

## Galerie

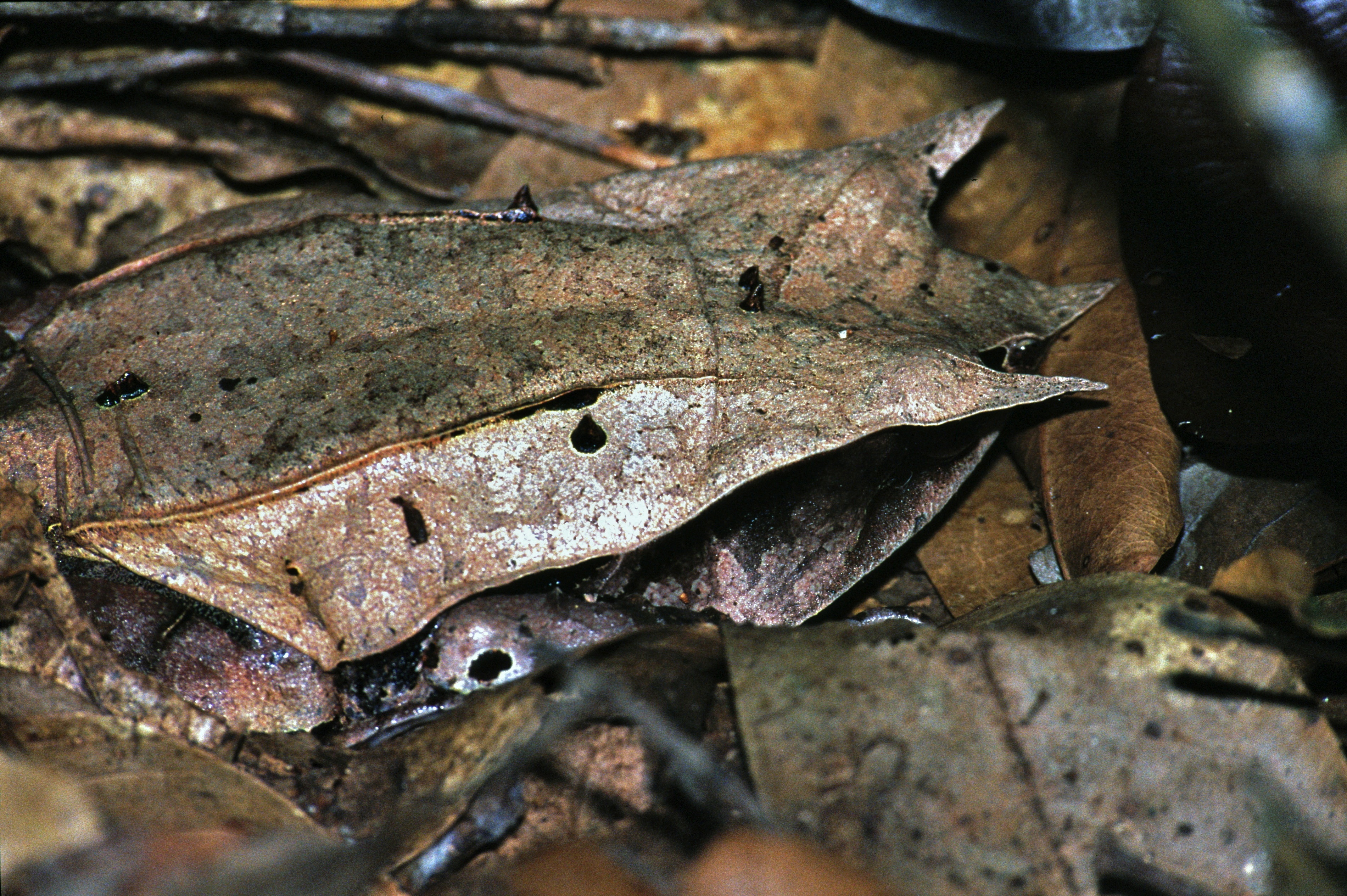
Grenouille cornue asiatique (Parc national de Gunung Leuser, Malaisie)
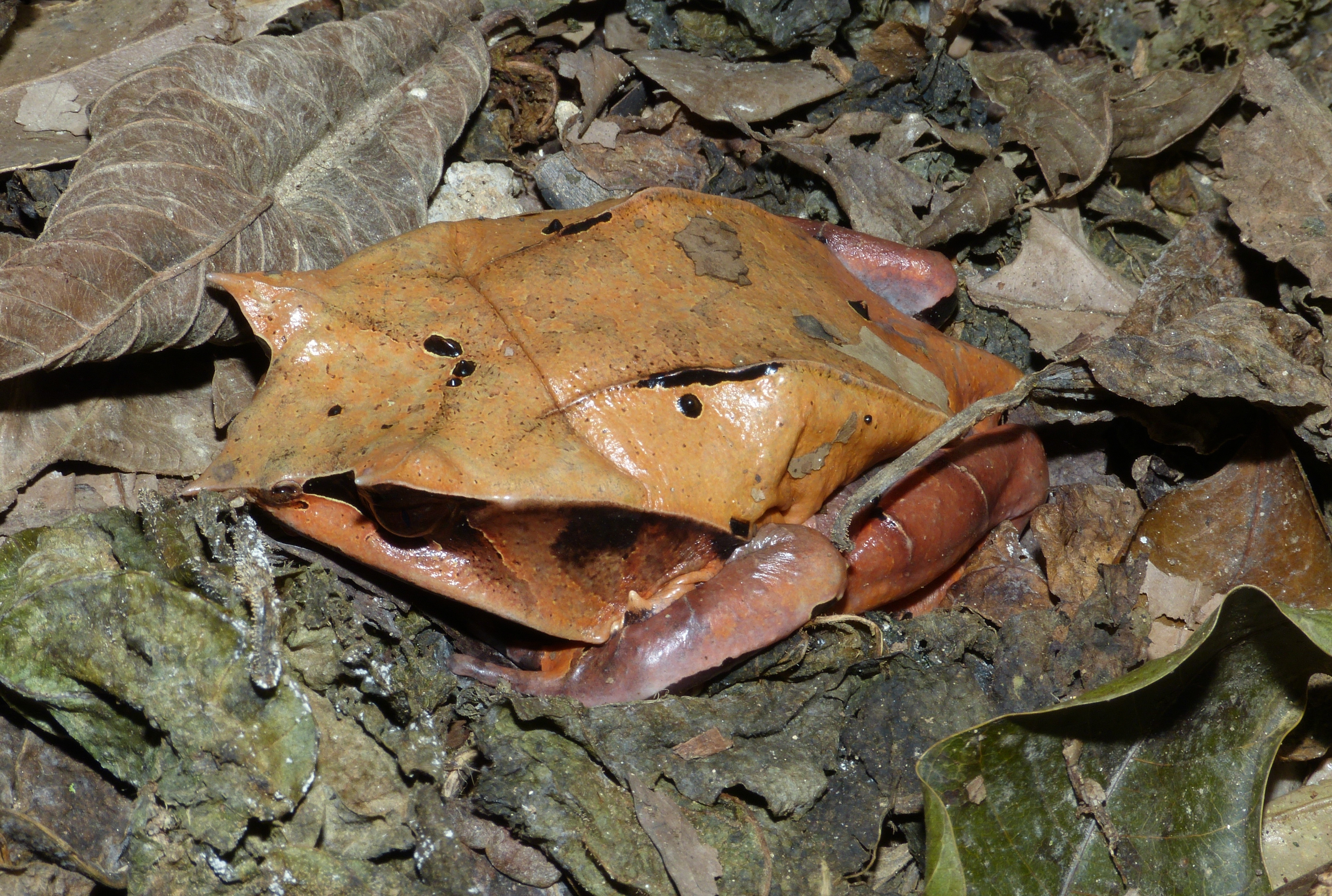
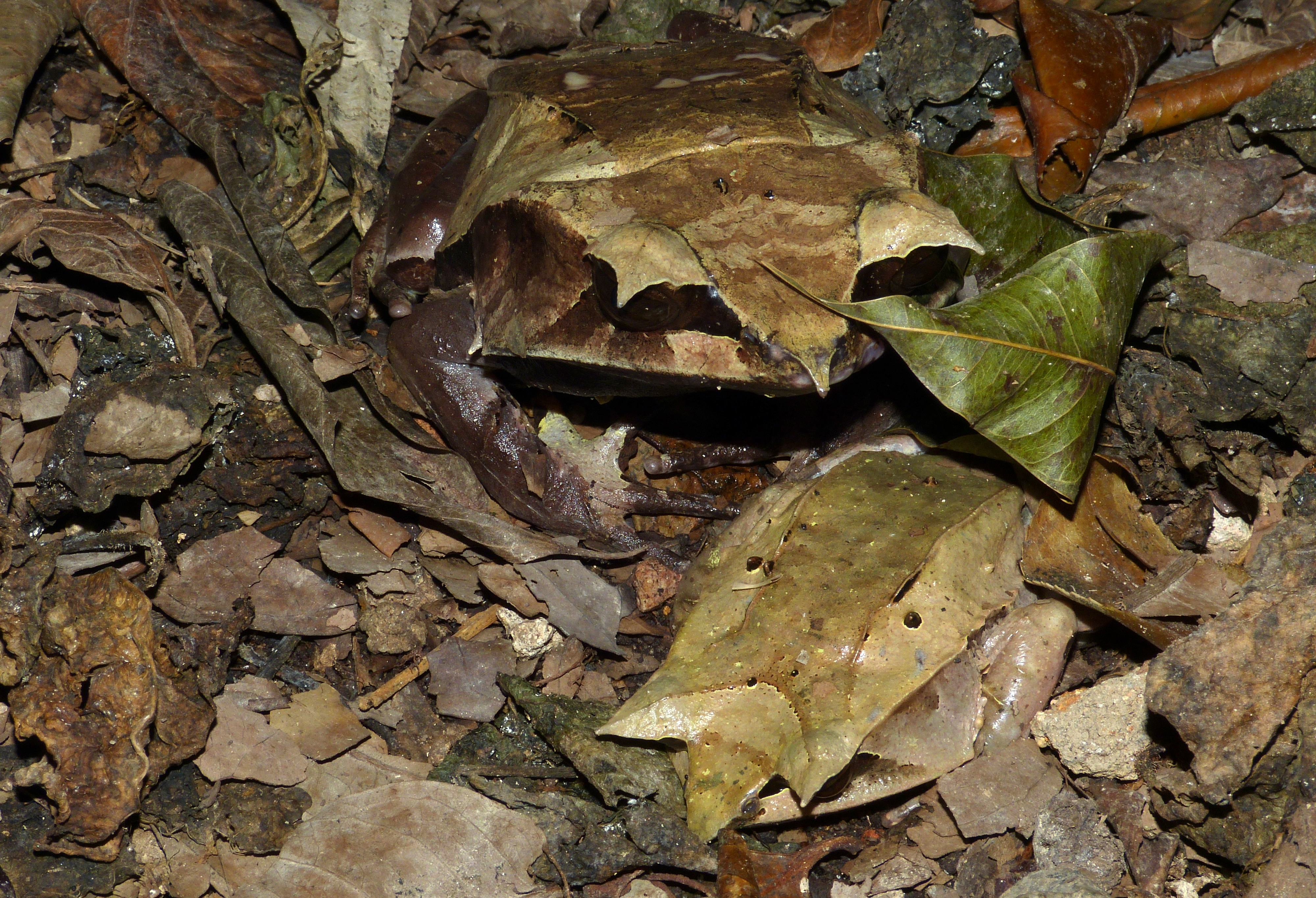